# Mitani-Chōzaburō-Denkmal

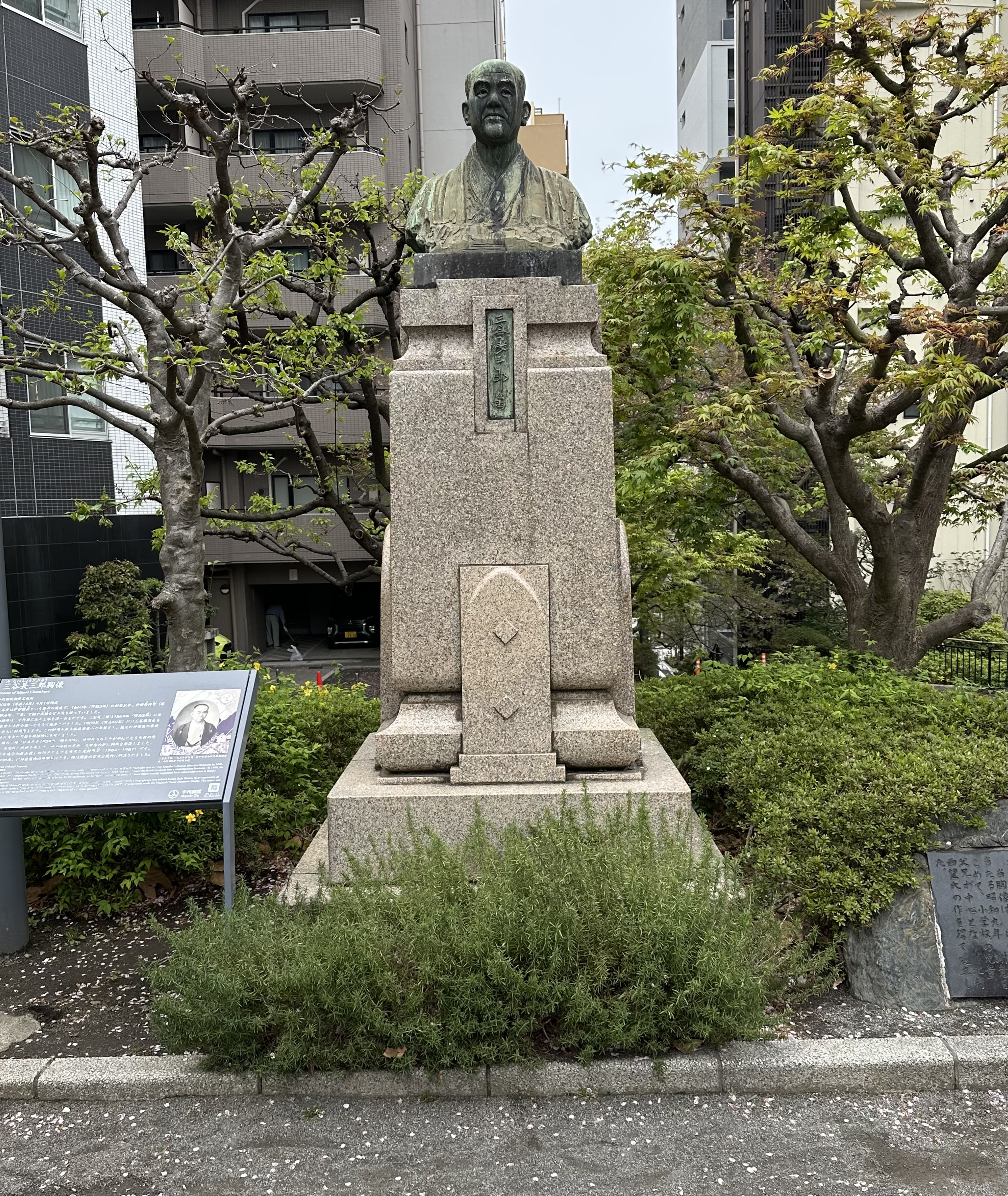
Mitani-Chōzaburō-Denkmal, 2025

Das Mitani-Chōzaburō-Denkmal (japanisch 三谷長三郎胸像 Mitani Chōzaburō kyōzō, „Mitani-Chōzaburō-Büste“) ist ein Denkmal für den japanischen Unternehmer Mitani Chōzaburō (1869–1932) in Tokio in Japan.

## Lage
Das Denkmal befindet sich an der Westseite des Miyamoto-Parks im zum Tokioter Bezirk Chiyoda gehörenden Stadtteil Soto-Kanda. Die Adresse lautet 2-16 Sotokanda, Chiyoda-ku, Tōkyō-to. Etwas östlich des Denkmals liegt der Kanda-Schrein.

## Geschichte und Gestaltung
Am 25. Dezember 1934, anlässlich des dritten Todestages von Mitani Chōzaburō, wurde, ursprünglich an einem großen Ginkgobaum nordöstlich hinter dem Kanda-Schrein, die Bronzebüste errichtet. Damit wurden Mitanis Leistungen, die insbesondere auch zu Stiftungen im Bildungs- und Sozialbereich in Kanda geführt hatten, gewürdigt.
Zuvor war bis Juni 1934 die Bronzebüste von Kitamura Seibō angefertigt worden. Im Zuge der Sanierung des Schreinbezirks wurde die Büste 1961 an den heutigen Standort versetzt.
Das Denkmal besteht aus einem hohen steinernen dreistufigen Sockel, auf dem sich die Mitani darstellende Bronzebüste befindet. Unterhalb der Büste befindet sich eine auf ihn verweisende Bronzetafel. Weitere Inschriften verweisen auf die Aufstellung am 25. Dezember 1934. Die Gesamthöhe des Denkmals beträgt 313,8 Zentimeter.
Am 1. April 2002 wurde das Denkmal mit der Nummer 41 als materielles Kulturgut von Chiyoda ausgewiesen. Es gilt als unverzichtbares Dokument für die Betrachtung der Geschichte der Bildung in Chiyoda.